# 최정원 (1971년)
최정원(崔貞苑, 본래 1971년 2월 20일 음력 1971년 1월 25일~현재)은 대한민국의 여자 배우다.

## 생애
- 서울 종로구에서 출생하였고 서울 성북구 정릉동에서 성장했다.

- 1979년 아시아 일본으로 이민 하여 아시아 일본 오사카 연극배우 데뷔하였다.
- 1980년 대한민국 서울특별시로 돌아온뒤 1980년 MBC 공채 탤런트로 정식 데뷔하였다.
- 1981년 대한민국 MBC 드라마에서 아역 연기자로 첫 데뷔하였고 1984년 영화 대한민국 《여인잔혹사 물레야 물레야》의 단역으로 영화배우 데뷔를 하였으며 1989년 대한민국 연극배우로 데뷔 이전을 하였고 1년 후 1990년 대한민국 영화 《꼭지딴》에 단역 출연하였으며 이듬해 1991년 대한민국 KBS 14기 공채 탤런트로 정식 데뷔 이전하였고 김구라 (본명 김현동)가  KBS 14기 공채 탤런트 시험을 봤으나 탈락의 고배를 마신 뒤[1] 1993년 4월 SBS 공채 개그맨 2기로 데뷔했으며 본인(최정원)의 대학 동기인 김혜수가 박명수와 동국대학교 연극영화과 시험을 봤지만[2] 박명수는 탈락했고  1992년 4월 SBS 공채 개그맨 2기 시험에서[3]  탈락한 후 1993년 4월 MBC TV 개그맨 콘테스트 4기로 데뷔했으며 신동엽이 동국대학교 연극영화과 89학번에 옹시했다가 탈락한 후 서울예전 90학번(중퇴)으로 입학했다[4].

## 학력
- 동국대학교 연극영화학과 (졸업)

## 출연작

### TV 시리즈
- 《호랑이 선생님》(MBC) - 1981년
- 《조선 왕조 오백년 - 설중매》(MBC) - 1984년 ... 공혜왕후 한씨 역
- 《조선 왕조 오백년 - 남한산성》(MBC) - 1986년 ... 민회빈 강씨 역
- 《삼국기》(KBS) - 1992년
- 《내일은 사랑》(KBS) - 1992년
- 《대추나무 사랑걸렸네》(KBS) - 1993년 ... 남희 역
- 《드라마게임》(KBS) - 1993년
- 《한명회》(KBS) - 1994년 ... 귀인 엄씨 역
- 《딸부잣집》(KBS) - 1994년 ... 백순주(권소령의 친구) 역
- 《길》(KBS) - 1995년
- 《첫사랑》(KBS) - 1996년 ~ 1997년 ... 이수진(오동팔의 아내) 역
- 《프로포즈》(KBS) - 1997년
- 《스타트》(KBS) - 1997년 ... 연희고 고교생 맹후석의 형수 역
- 《태조 왕건》(KBS) - 2000년 ... 문의왕후 김씨 역
- 《덕이》(SBS) - 2000년
- 《소설 목민심서》(KBS) - 2000년 ... 풍산 홍씨 부인 역
- 《여인천하》(SBS) - 2001년 ... 창빈 안씨 역
- 《무인시대》(KBS) - 2003년 ... 장경왕후 김씨 역
- 《신돈》(MBC) - 2006년 ... 궁인 한씨(순정왕후) 역
- 《왕과 나》(SBS) - 2007년 ... 고령 신씨 부인 역
- 《신의 퀴즈 2》(OCN) - 2011년 ... 이호원 역

### 영화
- 《여인잔혹사 물레야 물레야》(1984년) ... 길례 아역
- 《꼭지딴》(1990년) ... 단역
- 《물랭 루주》(1993년) ... 단역

### 연극
- 《이사도라》(1989년) ... 이사도라 역(주인공)
- 《맹 진사 댁 경사》(1994년) ... 맹갑분 역(주인공)
- 《덕혜옹주》(1998년) ... 이문용 궁주 역(단역)

### 광고
- 1995년 농심 농심 모밀국수 (feat 김형곤)
- 2001년 크라운제과 크라운 참쌀 (feat 김민희)

### 라디오 프로그램
- 2016년 EBS FM 《EBS 책 읽는 라디오 낭독 시리즈》

## 같이 보기
- 김성희
- 김정난
- 노현희